# The One on the Right Is on the Left
Singles de Johnny Cash
Happy to Be with You
(1966) Jackson
(1967)
The One on the Right Is on the Left est une chanson écrite par Jack Clement et originellement enregistrée par le chanteur américain Johnny Cash.
Sortie en single chez Columbia Records en janvier 1966 (Columbia 4-43496, avec Cotton Pickin' Hands en face B),,, cette chanson a atteint la 2e place du classement country « Hot Country Singles » du magazine musical Billboard et la 46e place du classement pop de Billboard (Billboard Hot 100).
La chanson sera aussi incluse dans le vingt-troisième album de Johnny Cash, Everybody Loves a Nut, publié plus tard dans la même année.

## Classements
| Classement (1966)          | Meilleure position |
| -------------------------- | ------------------ |
| États-Unis (Country Songs) | 2                  |
| États-Unis (Hot 100)       | 46                 |
| Canada (RPM Top Singles)   | 35                 |